# Fassopo Gettsi
Gettsi Fassopo